# Sant Miquel de Campmajor
Sant Miquel de Campmajor è un comune spagnolo di 243 abitanti situato nella comunità autonoma della Catalogna.